# Gaya Verneuil
Gaya Verneuil (* 1989), Geburtsname Gayané Verneuil, ist eine französische Schauspielerin.

## Leben
Gaya Verneuil ist eine Tochter des französischen Regisseurs Henri Verneuil und der Archäologin Véronique Sédro. Nach der Scheidung der Eltern im Jahr 1999 wuchs sie mit ihrem älteren Bruder Sevan, der später den Geburtsnamen seines Vaters Malakian angenommen hat, bei den Großeltern in der Schweiz und in Frankreich auf. Als ihr Vater starb, war sie erst 12 Jahre alt. Sie belegte Kurse am Cours Florent in Paris und ging 2009 nach New York, wo sie ihre Studien an der New York Film Academy fortsetzte. Sie spielte in den USA in zwei Spielfilmen kleinere Rollen. Da sie für die USA keine Arbeitserlaubnis erhielt, kehrte sie 2011 nach Frankreich zurück.
Ihre Rolle als Chrystelle Da Silva in der Krimiserie Candice Renoir machte sie über Frankreich hinaus bekannt.

## Filmografie
- 2013: Drôle de famille!
- 2013: Slew Hampshire
- 2013–2017, 2021: Candice Renoir